# Црква Св. Арханђела Гаврила у Давидовцу
Црква Св. Арханђела Гаврила у Давидовцу припада Епархији браничевској Српске православне цркве и представља непокретно културно добро као споменик културе.
Црква се налази на обронцима брда Чукара. Налази се полемика између села Давидовац и Главица о томе чија је црква. Црква се налази на атару села Главица, док су мештани Давидовца помагали у обнови ове цркве. 
Не зна се из ког периода је ова Црква, али се претпоставља да је грађена у периоду од 1360. до 1381. године. Последња је у низу цркава и манастира ,,Мале Свете Горе". Црква је срушена од стране Турака 1413. године.
Црква посвећена Светом Арханђелу Гаврилу откопана је двадесетих година 20. века, након чега је обновљена. Обнова је трајала у периоду од 1993. до 2001. године. Саграђена је као грађевина триконхалног облика са припратом и полукружном апсидом. Зидана је од ломљеног камена у кречном малтеру. Наос и квадратна припрата су зидани истовремено. Зидови су били очувани по целом обиму до око два метра. После цркве Петруше, ово су били остаци средњовековне цркве са најбоље очуваним зидовима у Петрушкој области. Слава Цркве је 26. јула.
Нажалост, у овој цркви нема редовних богослужења, али је Црква отворена сваке недеље и празником. Литургије се служе скоро сваког великог празника који се падне у току радне недеље, а Литургија се увек служи на храмовну славу, 26. јула.